# Tajemný Charlie
Tajemný Charlie (v anglickém originále Charlie X) je druhý díl první řady seriálu Star Trek. Premiéru měla epizoda 15. září 1966 na NBC.

## Příběh
Hvězdného data 1533.6 se USS Enterprise, pod vedením kapitána Jamese Kirka, setkává s lodí Antares, která předává Kirkovi adolescenta jménem Charlie Evans. Charlie je raritou, protože se mu jako jedinému podařilo přežít havárii lodi na planetě Thasus. Zde následujících 14 let sám vyrůstal, naučil se mluvit díky informační databance a encyklopedie mu pomohly přežít.
Kapitána zaskočilo, s jakou rychlostí se členové lodi Antares vrátili zpět na svou loď. Charlie postupně poznává nové věci. Zvláště pak když prvně vidí ženu, pobočníka Janice Randovou. Ihned se do ní zamiluje, ale není schopen rozeznávat, co se sluší a co naopak ne. Janice s ním přesto má trpělivost, ale postupem času jí začne nahánět strach. McCoy zjišťuje, že Charlie je naprosto zdravý, ale nikdo zatím netuší, že disponuje enormními mentálními schopnostmi. Krom toho, že dokáže změnit sekanou na krocana, nechává explodovat Antares, která se snaží dodatečně varovat Enterprise. Když se kapitán Kirk snaží naučit Charlieho několik chvatů z juda, jeden člen posádky Charlieho naštve svým smíchem a ten jej nechá zmizet. Kirk volá ostrahu a domlouvá Charliemu, aby s nimi šel do kajuty. Při poradě se Kirk, McCoy i Spock shodují, že největší hrozbou je momentálně Charlieho puberta. Charlie se navíc přiznává ke zničení lodi Antares. Charlie se pak dostává do kajuty Janice. Té přiběhnou na pomoc Kirk se Spockem, ale když Janice dá Charliemu facku, nechává ji také zmizet. Nyní už si Charlie začíná diktovat podmínky a začíná útočit na různé členy posádky. Nevyvedený mladík nutí Enterprise nabrat kurz ke Kolonii 5 a Kirka a jeho členy velení ponechává naživu pouze protože je potřebuje.
Charlie ovládá Enterprise a Kirk zkouší taktiku jeho schopnosti přetížit zapnutím všech možných systémů. Než dojde ke konfliktu Charlieho a Kirka, objevuje se Janice a Charlie ztrácí svou moc. Na pravoboku se objevuje thasijské plavidlo a záhy na můstku hologram osoby, která vysvětluje, že Charlieho naučili jeho mentálním schopnostem, a omluvá se za ztrátu životů na Antares. Přes usilovné prosby si cizí rasa odvádí Charlieho na svou loď.